# 近藤市太郎
近藤 市太郎（こんどう いちたろう、1910年3月19日 - 1961年1月6日）は、日本の美術史家。

## 来歴
東京出身。1934年東京帝国大学卒業、東京帝室博物館(現東京国立博物館)に入り普及課長、資料課長。浮世絵の展覧会を担当した。

## 著書
- 清親と安治 明治の光の版画家達 アトリエ社 1944
- 北斎 美和書院 1953
- 女の表情 鱒書房 1956
- 浮世絵 至文堂 1959 (日本歴史新書)
- 日本のおんな 鹿島研究所出版会 1966

## 共編著
- 日本風景版画史論 楢崎宗重共著 アトリヱ社 1943
- 日本美術全集 第1-2巻 絵画篇 東都文化交易 1952-53
- 日本美人画選 河北倫明共編 東都文化出版 1954
- 歌麿 / 喜多川歌麿 1955 (講談社版アート・ブックス
- 写楽 / 東洲斎写楽 1955 (講談社版アート・ブックス
- 北斎 / 葛飾北斎 1955 (講談社版アート・ブックス
- 春信 / 鈴木春信 1955 (講談社版アート・ブックス
- 浮世絵版画撰集 1-2　アダチ版画研究所 1955-61
- 浮世絵全集 第3-4 美人画・花鳥画 河出書房 1956-57
- 原色版美術ライブラリー 第118 広重 みすず書房 1957
- 縮刷・日本美術全集 第2巻 絵図篇 下(室町時代-江戸時代) 自由国民社 1957
- 富岳三十六景 北斎 平凡社 1968

## 参考
- 日本人名大辞典